# Ретроградна пијелографија
Ретроградни пијелографија (РП) је медицинска сликовна (имиџинг) метода у којој се радиоконтрастно средство убризгава у уретер да би се визуелизовали уретер, мокраћна бешика и бубрези флуороскопијом или радиографијом, коришћењем стандардних рендгенских зрака.
У овој методи радиоконтрастни агенс се уводи кроз мокраћну бешику директно у уретере или сабирне тубуле бубрега. Ова процедура се обично изводи током цистоскопије или друге рутинске уролошке процедуре као што је уретероскопија (уметање катетера у уретере) или постављање стента у уретер или бубрег.

## Етимологија
Како је кретање контрастног средства код РП од мокраћне бешике до бубрега, супротан од физиолошког излазног кретања или тока мокраће, које је од бубрега до мокраћне беђике, отуда и назив ове методе ретроградна пијелографија („кретање уназад или навише“).

## Индикације
Ретроградни пијелограм се може урадити да би се открио:
- узрок појаве крви у урину
- да би се лоцирао каменац у мокраћним путевима.сужење
- да би се дијагностиковао тумор
- да би се открио угрушак
- или као додатна метода приликом постављања уретералних стентова

Такође РП се може користити за уретероскопију, или да се разграничи анатомија бубрега у припреми за операцију. 
Ретроградна пијелографија се обично ради када се интравенска екскреторна студија (интравенозни пијелограм или контрастна компјутеризована томографија ) не може урадити због бубрежне болести или алергије на интравенски контраст.

## Контраиндикације
Релативне контраиндикације укључују:
- присуство инфицираног урина, пошто пијелографија укључује цистоскопију, која може изазвати сепсу, инфекцију или крварење
- трудноћа (због штетног дејства ренден зрачења)
- алергија на контраст, која може изазвати мучнину и повраћање али и оштећење бубрега због токсичности за бубреге.

## Поступак
Пре процедуре, од испитаника се обично тражи да обави безбедносну проверу како би се проценили потенцијални ризици, као што су трудноћа или алергија на контрастно средство.  
Пацијенату се пема потреби може тражити да узме средство за клистирање и да не једе неколико сати пре снимања како би визуализација промена била квалитетнија
Захват се обично ради под општом или регионалном анестезијом. 
Процедура почиње пласирањем интравенског система кроз који се убризгава седатив пре него што се цистоскоп (специјално конструисана флексибилна цев са оптичким системомо), убаци у мокраћну бешику преко уретре. 
Током цистоскопије убризгава  се 10 мл контраста кроз флексибилу цевчицу у мокраћну бешику и доњи део уретера. Потом се флуороскопијом или динамичким рендгенским зрацима врши визуелизација мокраћног система.

## Компликације
Компликација које се могу јавити током ове методе обухватају: 
- екстравазацију пијелосинуса (продор контрастно+ог средства у ренални синус)
- пијелотубуларни рефлукс контраста (продор контрастног средства у сабирни канал) услед прекомерног пуњења уринарног система,
- бол,
- грозница и температура, која може бити изазвана инфекцијом мокрачних путева која се може случајно унети у уринарни тракт током прегледа,
- оштећења или перфорације бубрежне карлице или уретера.
- акутна бубрежна инсуфицијенција (ретко).[4]